# Ferdinand Knobloch
Ferdinand Knobloch (15. srpna 1916 Praha – 19. ledna 2018 Vancouver) byl český psychiatr žijící od roku 1970 ve Vancouveru. Byl emeritním profesorem kanadské Univerzity Britské Kolumbie (The University of British Columbia) ve Vancouveru.

## Život
Po maturitě na gymnáziu v roce 1935 začal studium medicíny a psychoanalýzy u doc. Hirsche, které přerušila druhá světová válka. Strávil dva roky v koncentračním táboře Flossenbürg. Jeho první žena Zuzana, rozená Hartmannová, zemřela v Osvětimi. Lékařskou fakultu dokončil až po válce v roce 1946. Ve cvičné psychoanalýze pokračoval u Bohodara Dosužkova do roku 1948. V letech 1948–1949 odjel do Velké Británie do Londýna na roční studijní pobyt. Absolvoval stáž u Hanse Eysenka a zároveň absolvoval kurz u Anny Freudové a Melanie Kleinové. Za důležité považuje setkání s terapeutickou komunitou Maxwella Jonese v Sutton, Surrey. V roce 1952 se stal vedoucím psychiatrie Fakultní polikliniky v Praze.
Společně se svou druhou ženou a spolupracovnicí Jiřinou Knoblochovou pracoval na vývoji Integrované psychoterapie. V roce 1968 byl pozván jako hostující profesor postupně na tři univerzity v USA, kde už zůstal. V roce 1970 za ním emigrovala jeho žena s dcerami. V roce 1971 se stal řádným profesorem Univerzity Britské Kolumbie v kanadském Vancouveru.
V roce 2004 byla manželům Knoblochovým udělena cena Gratias Agit za šíření dobrého jména České republiky v zahraničí.
Zemřel ve Vancouveru v lednu 2018 ve věku 101 let.

## Psychoterapie
Ferdinand Knobloch patří k nejvýznamnějším osobnostem české psychoterapie poválečného období. Společně se svou ženou Jiřinou Knoblochovou, je autorem Integrované psychoterapie, na jejímž vývoji pracoval zprvu sám dlouhá léta už od roku 1940. Jeho teorie vznikla jako výsledek kritického zhodnocení všech tehdy hlavních směrů v psychoterapii, včetně psychoanalýzy a behaviorálních psychoterapií, za použití originální techniky skupinového schématu, muzikoterapie, psychodramatu, psychogymnastiky a řízené abreakce.
Ve své teorii čerpal myšlenky nejen z oblasti psychoterapie, ale také psychologie osobnosti, evoluční psychologie, psychologie hudby. Podle Knoblocha ke vzniku Integrované psychoterapie významně přispěla pražská filozofie vědy tzv. Vídeňský kroužek. Knoblochovi ve své teorii slučují psychologické, sociologické a biologické pojetí člověka. Je zde formulován teoretický rámec malé společenské skupiny. Jejich snahou bylo vytvořit ucelený systém psychoterapie zaměřený zejména na léčbu neurotických poruch.
Ferdinand Knobloch je autorem techniky zvané psychogymnastika. První myšlenka vznikla už v roce 1941, ale uskutečňovat se začala až v roce 1956 s pomocí Běly Smrčkové. Později se o rozvoj psychogymnastiky v České republice zasloužila zejména Hana Junová.
V roce 1951 založil terapeutickou komunitu pro neurotiky na státním statku v Doksanech, která byla později přesunuta na lovecký zámeček ve Lništi. V roce 1954 tato komunita pevně zakotvila v Lobči na Kokořínsku. Toto místo se také stalo jedním z prvních výcvikových center v psychoterapii v ČSSR, kde profesionálové absolvovali cvičný pobyt v roli pacientů. Po vzoru Lobče byl později založen denní stacionář Horní Palata v Praze.
V podobném duchu založil roku 1971 svou terapeutickou komunitu na oddělení 18b v Psychiatrické léčebně v Kroměříži prof. PhDr. Stanislav Kratochvíl.
Po emigraci v roce 1968 pokračoval Knobloch ve vývoji Integrované psychoterapie ve Vancouveru v Kanadě. Založil terapeutickou komunitu v lesním táboře Haney a v roce 1972 denní stacionář Day House.
V letech 1979–1999 vyšla publikace Integrovaná psychoterapie, v pěti jazycích (angličtině, němčině, japonštině, čínštině a češtině).
V Česku kurzy Knoblochovy Integrované psychoterapie nabízí Mezinárodní centrum pro integrovanou psychoterapii a zdravý životní styl (INCIP, zkr. z The International Center for Integrated Psychotherapy and a Healthy Life Style) a Psychoterapeutický institut, z.s. (PSIN).

## Dílo
- Knobloch, F. (1956). Neurocirkulační asthenie a princip jednoty organismu s prostředím. Praha: SZN
- Knobloch, F. (1962).  Neuróza a ty. Praha: SZN.

## Spoluautorství
- Knobloch, F., Mysliveček, Z., Horvai, I. (1954). Repetitorium speciální psychiatrie : [Určeno] pro posluchače lék. fak. Praha: SZN.
- Knobloch, F., Wolf, E., Knoblochová, J., Šváb, L. (1956). Neurosy. Praha: SZN.
- Knobloch, F., Knoblochová, J. (1965). Soudní psychiatrie pro právníky a lékaře. Praha: Orbis.
- Knoblochová, J. a kol. (1968). Psychoterapie. Praha: SZN.
- Knobloch, F., Knoblochová, J. (1993). Integrovaná psychoterapie. Praha: Grada.
- Knobloch, F., Knoblochová, J. (1999). Integrovaná psychoterapie v akci. Praha: Grada.